# Michèle Vilma
Michèle Vilma   (Mont-Saint-Aignan, 23 de febrer de 1932 - Bois-Guillaume, 28 de maig de 2019) va ser una mezzosoprano francesa amb avantpassats espanyols.
Va estudiar al conservatori de Rouen, la seva ciutat natal, amb el professor Lucienne Vifquain. Després de guanyar un primer premi en un concurs a Verviers va començar a l'Òpera de Rouen l'any 1962, com Dalila a Samson et Dalila de Camille Saint-Saëns.
Va actuar sovint a França (Bordeus, Lió, Marsella, Niça, Tolosa, Estrasburg, Ais en Provença) i va debutar al Palais Garnier de París el 1970, com Eboli en Don Carlos de Verdi, un paper que reprendrà en concert (en francès) per a la BBC a Londres el 1976.
Va actuar també a La Monnaie de Brussel·les, i a diverses ciutats d'Alemanya, especialment al Festival de Bayreuth de 1972, a Waltraute in Die Walküre de Richard Wagner. El 1974 va debutar al Metropolitan Opera de Nova York, fent el paper de Brangäne, a l'òpera Tristan und Isolde de Wagner.
Va cantar també al Gran Teatre del Liceu, en gener de 1971, l'òpera La Gioconda d'Amilcare Ponchielli, juntament amb Carlo Bergonzi i Ángeles Gulín.
El seu ampli repertori inclou Carmen, Charlotte, el paper principal d'Herodies, Dulcinea en el Quixot, Azucena, Amneris, Laura, Elisabetta, Leonora, Fricka, Kostelnika, Clitemnestra, etc. Cantant amb notable intensitat dramàtica fins i tot en papers secundaris, que amb ella assumien una dimensió extraordinària.